# 小行星7156
小行星7156（7156 Flaviofusipecci）是一颗围绕太阳公转的小行星。1981年3月4日，亨利·德波鸿诺、喬瓦尼·德·桑蒂斯在拉西拉天文台发现了此天体。
这颗小行星的绝对星等为155.4672794490608等。